# Indisk svala
Indisk svala (Petrochelidon fluvicola) är en asiatisk fågel i familjen svalor inom ordningen tättingar.

## Kännetecken

### Utseende
Indisk svala är en liten och kompakt svala, endast elva centimeter lång. Den har en kastanjefärgad hätta, streckad hals och bröst, vita strimmor på den svarta manteln och brunaktig övergump. Stjärten är lång och bred, endast något kluven.

### Läten
Indiska svalans sång är ett tvittrande. Lätet är ett vasst trr trr.

## Utbredning och systematik
Indisk svala förekommer från nordöstra Afghanistan till norra Pakistan och Indiska halvön. Den har även påträffats tillfälligt i Egypten, Kuwait, Oman, Iran, Förenade Arabemiraten, Sri Lanka och Maldiverna. Den behandlas som monotypisk, det vill säga att den inte delas in i några underarter.

## Levnadssätt
Fågeln påträffas i jordbruksmark och öppet landskap nära vatten, även vid bebyggelse och till och med städer. Liksom andra svalor lever den av insekter, bland annat flugor, som den fångar i flock, gärna tillsammans med andra svalarter. Flykten är fladdrig. Häckningstiden varierar, huvudsakligen mars-juni i norr, i söder december-april och juli-oktober.

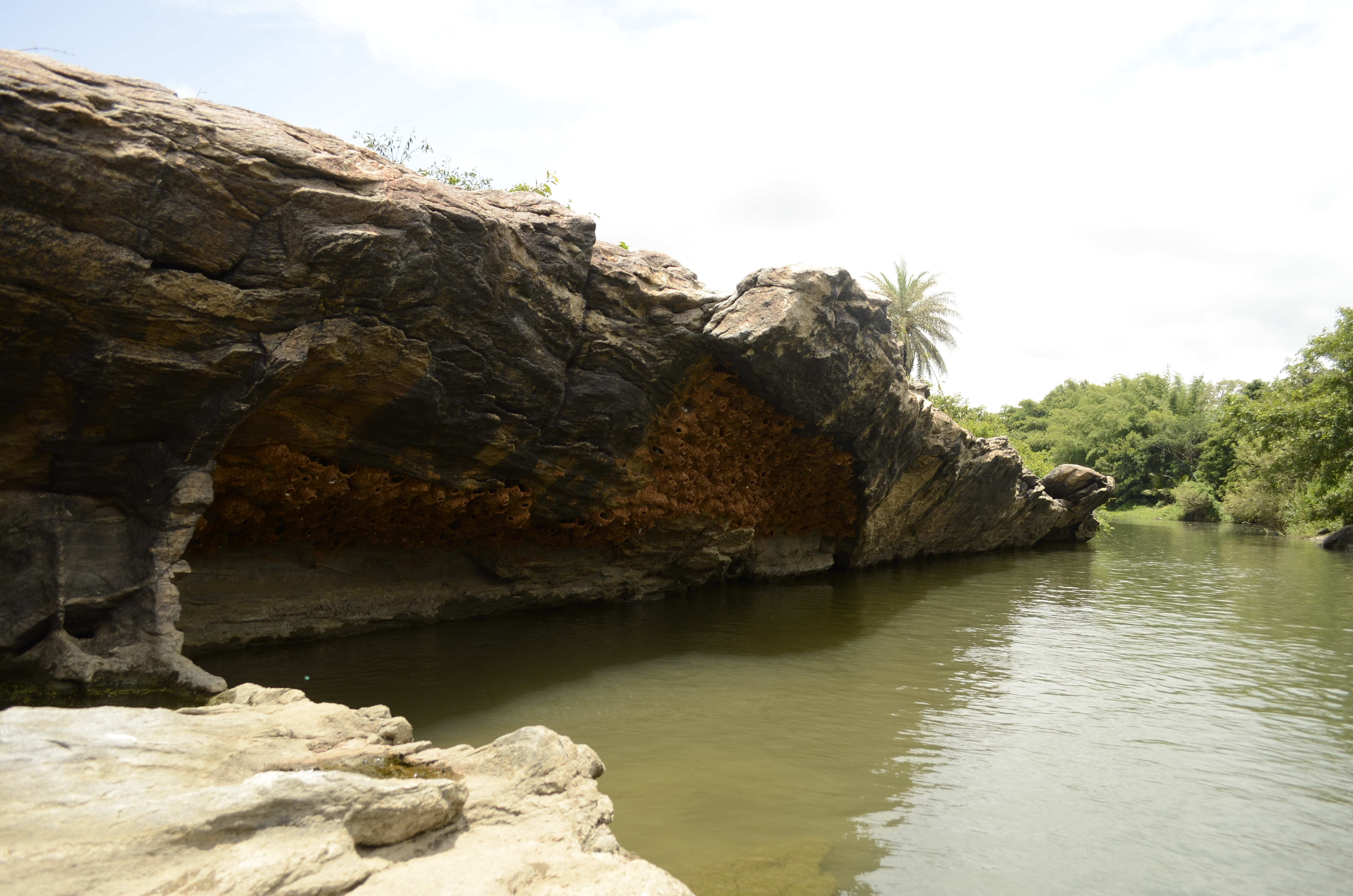
Häckningskoloni i Ranganathittu Bird Sanctuary, Karnataka, Indien.

## Status och hot
Arten har ett stort utbredningsområde och en stor population, och tros öka i antal. Utifrån dessa kriterier kategoriserar internationella naturvårdsunionen IUCN arten som livskraftig (LC).
IUCN kategoriserar arten som livskraftig. Världspopulationen har inte uppskattats men den beskrivs som vanlig i Pakistan och lokalt vanlig i Indien. Arten har under senare tid vidgat sitt utbredningsområde, möjligen kopplat till urbaniseringen och den med det ökade tillgången av artificiella boplatser.